# Кимино, Сакурако
Сакурако Кимино (яп. 公野 櫻子 Кимино Сакурако) — японская писательница, мангака. Она известна как создательница «Sister Princess» и «Strawberry Panic!», двух весьма популярных бисёдзё серий, где почти все персонажи — молодые девушки. Еще одна известная ее работа — «Love Live!», по которой было снято аниме и созданы игры для iOS и Android. Ее работы публиковались в бисёдзё журнале Dengeki G's Magazine, издаваемом MediaWorks. Она также является создателем серии ранобэ «Baby Proncess», издаваемых в Dengeki G’s Magazine.

## Работы
- Sister Princess (1999—2003)
- Puppy Girls ~Watashi no Oji-sama~ (2003)
- Strawberry Panic! (2003—2006)
- Baby Princess (2007—2012)
- Love Live! (2010-)
- Love Live! Sunshine!! (2015-)
- Love Live! Nijigasaki High School Idol Club[англ.] (2017-)
- Love Live! Superstar!![англ.] (2021-)